# Victor Stahlsmidt
Victor Stahlschmidt (25. marts 1884 i Århus - 6. februar 1920) var en dansk jurist. Han tog examen artium i 1901, og blev cand.jur. i 1907. Han arbejdede i Justitsministeriet 1909–1918, og var Færøernes amtmand fra 1918 til sin tidlige død i 1920.